# La Caletta
La Caletta ist ein Ortsteil von Siniscola in der Provinz Nuoro auf der italienischen Insel Sardinien.

## Beschreibung
Der Ort befindet sich 50 km südlich von Olbia, 56 km nordöstlich von Nuoro und 7 km nordöstlich des Hauptortes Siniscola. Es liegt an der Ostküste Sardiniens. Bekannt ist der 10 km lange, weiße Strand von La Caletta, der bis nach Santa Lucia reicht.
Neben der Fischerei leben die Einwohner hauptsächlich vom Tourismus; in der Urlaubszeit halten sich bis zu 10 000 Menschen in La Caletta auf.
Der Name Caletta leitet sich vom italienischen Cala bzw. caletta = kleine Bucht ab. Er bedeutet, einen kleinen, vom Wind geschützter Hafen bzw. eine kleine Bucht. Die Endung -etta dient hier als Verkleinerungsform und findet sich häufig bei Städtenamen aus dem Mittelmeerraum.
Die Einwohner bezeichnen sich selbst als Calettiani.
An der Küste vor La Caletta befindet sich ein Sarazenenturm („Torre di San Giovanni“), der 1606 zum Schutz des Hafens von La Caletta gebaut wurde. Zusammen mit der Kirche von San Giovanni di Posada bildet er ein Gebäudeensemble, das im Rahmen der regionalen Landschaftsplanung als besonders schützenswert erfasst wurde.